# Харатін Ігор Ігорович
І́гор І́горович Хара́тін (нар. 2 лютого 1995, Мукачево, Закарпатська область,  Україна) — український футболіст, півзахисник футбольного клубу «Верес».

## Біографія

### Ранні роки
Народився в Мукачеві. Починав займатися футболом в місцевій команді ФК «Мукачево».
Коли Ігорю виповнилося дев'ять років, він із батьками приїхав до Києва на перегляд до динамівської школи. Однією з умов прийняття юного футболіста в «Динамо» було проживання в Києві. Тому разом з Ігорем у Київ переїхали і його батьки.
У «Динамо» перспективний гравець потрапив у команду Олексія Євгеновича Дроценка та Олександра Олександровича Шпакова, і під їх керівництвом почав серйозне навчання грі. Спочатку він грав переважно на місці центрального захисника, але поступово змінив позицію і став виступати в центрі поля. На дитячо-юнацькому рівні Харатін тричі вигравав із «Динамо» чемпіонат України в ДЮФЛ, а також ще один раз займав друге місце. При цьому динамівцю не раз вручали особисті нагороди, він визнавався найкращим у різних номінаціях: найкращий захисник 2007 року, найкращий захисник 2010 року, найкращий гравець 2011 року.

### «Динамо»
У березні 2013 року Харатін підписав свій перший професіональний контракт із «Динамо» на два з половиною роки. І вже незабаром Ігор вийшов на провідні ролі в команді «Динамо» U-19 Валентина Белькевича, що стала за підсумками першості 2012/13 першим чемпіоном України в цьому віці. Усього в сезоні 2012/13 у команді U-19 півзахисник провів 25 матчів, у яких відзначився сімома забитими м'ячами (два з них із пенальті). Крім того, у цей же час він притягувався і в молодіжний склад, за який провів три матчі: переважно виходив на заміну перед фінальним свистком та встиг награти лише п'ять хвилин. У сезоні 2013/14 Харатін став гравцем молодіжної команди «Динамо», у якій навіть був капітаном, зігравши протягом сезону у 23 матчах першості, у яких забив 5 голів.
18 травня 2014 року у віці 19 років дебютував за основну команду «Динамо» в останньому турі чемпіонату проти луганської «Зорі» (3:1), вийшовши на 79-й хвилині замість Юнеса Беланди. Улітку 2015 року покинув «Динамо». Узимку того ж року інтерес до гравця проявляв німецький «Штутгарт».

### «Металіст»
У лютому 2016 року подовжив угоду з «Динамо», після чого на умовах оренди до кінця сезону 2015/16 перейшов до харківського «Металіста».

### «Зоря»
25 серпня 2016 року офіційно став гравцем луганської «Зорі». 2 жовтня того ж року у виїзній грі проти донецького «Шахтаря» (0:1) дебютував в УПЛ у футболці луганського колективу. Першим м'ячем в еліті українського футболу відзначився у ворота тих же «гірників» у домашньому матчі 12 березня 2017 року (1:2). У складі луганців вперше зіграв у матчах єврокубків, вийшовши на заміну у виїзній зустрічі Ліги Європи проти нідерландського «Феєнорда» (0:1). Разом із «Зорею» здобув бронзові нагороди УПЛ в сезоні 2016/17.

### «Ференцварош»
2018 року перейшов в угорський клуб «Ференцварош», де одразу став гравцем основного складу.. За три сезони у футболці угорського гранду тричі став чемпіоном країни, провівши загалом 71 гру в елітному угорському дивізіоні.
«Легія»
1 вересня 2021 року підписав дворічну угоду із польською «Легією». За польську команду провів неповних два сезони, вигравши у 2023 році Кубок Польщі. 
«ДАК 1904»
14 лютого 2024 року перейшов до словацького «ДАК 1904» , уклавши контракт до кінця сезону 2023/24 з опцією продовження на рік. Утім заграти у словацькому клубі йому не вдалося і після семи проведених ігор півзахисник залишив команду, яка в тому сезоні здобула срібні нагороди чемпіонату.
«Колос»
У липні 2024 року на правах вільного агента працевлаштувався у ковалівському «Колосі». Провівши за основну команду три гри, був переведений до дубля. 17 січня 2025 року гравець та клуб домовилися про розірвання контракту.
«Верес»
У той же день стало відомо, що гравець підписав угоду строком на 2,5 роки із рівненським «Вересом». 22 лютого 2025 року дебютував за новий колектив у домашній грі проти криворізького «Кривбаса» (3:0) і відразу ж відзначився забитим м'ячем. 

### Збірна
Із 2010 по 2014 рік виступав за юнацькі збірні України різних вікових категорій.

## Статистика

### «Клубна статистика»
Станом на 2 січня 2025 року
| Сезон                   | Команда                 | Чемпіонат               | Чемпіонат | Чемпіонат | Кубок країни | Кубок країни | Кубок країни | Континентальні кубки | Континентальні кубки | Континентальні кубки | Інші змагання | Інші змагання | Інші змагання | Усього | Усього |
| Сезон                   | Команда                 | Ліга                    | Ігор      | Голів     | Ліга         | Ігор         | Голів        | Ліга                 | Ігор                 | Голів                | Ліга          | Ігор          | Голів         | Ігор   | Голів  |
| ----------------------- | ----------------------- | ----------------------- | --------- | --------- | ------------ | ------------ | ------------ | -------------------- | -------------------- | -------------------- | ------------- | ------------- | ------------- | ------ | ------ |
| 2013-14                 | «Динамо»                | ПЛ                      | 1         | 0         | КУ           | 0            | 0            | —                    | —                    | —                    | —             | —             | —             | 1      | 0      |
| 2014-15                 | «Динамо»                | ПЛ                      | 0         | 0         | КУ           | 0            | 0            | —                    | —                    | —                    | —             | —             | —             | 0      | 0      |
| Усього за «Динамо»      | Усього за «Динамо»      | Усього за «Динамо»      | 1         | 0         |              | 0            | 0            |                      | —                    | —                    |               | —             | —             | 1      | 0      |
| 2015-16                 | «Металіст»              | ПЛ                      | 8         | 0         | КУ           | 0            | 0            | —                    | —                    | —                    | —             | —             | —             | 8      | 0      |
| Усього за «Металіст»    | Усього за «Металіст»    | Усього за «Металіст»    | 8         | 0         |              | 0            | 0            |                      | —                    | —                    |               | —             | —             | 8      | 0      |
| 2016-17                 | «Зоря»                  | ПЛ                      | 19        | 2         | КУ           | 1            | 0            | ЛЄ                   | 4                    | 0                    | —             | —             | —             | 24     | 2      |
| 2017-18                 | «Зоря»                  | ПЛ                      | 29        | 3         | КУ           | 1            | 1            | ЛЄ                   | 6                    | 1                    | —             | —             | —             | 36     | 5      |
| 2018-19                 | «Зоря»                  | ПЛ                      | 16        | 2         | КУ           | 1            | 0            | ЛЄ                   | 4                    | 0                    | —             | —             | —             | 21     | 2      |
| Усього за «Зорю»        | Усього за «Зорю»        | Усього за «Зорю»        | 64        | 7         |              | 3            | 1            |                      | 14                   | 1                    |               | 0             | 0             | 81     | 9      |
| 2018-19                 | «Ференцварош»           | ШЛ                      | 14        | 2         | КУ           | 3            | 1            | —                    | —                    | —                    | —             | —             | —             | 17     | 3      |
| 2019-20                 | «Ференцварош»           | ШЛ                      | 30        | 1         | КУ           | 0            | 0            | ЛЧ/ЛЄ                | 6+8                  | 1+0                  | —             | —             | —             | 44     | 2      |
| 2020-21                 | «Ференцварош»           | ШЛ                      | 25        | 4         | КУ           | 1            | 0            | ЛЧ                   | 10                   | 2                    | —             | —             | —             | 36     | 6      |
| 2021-2022               | «Ференцварош»           | ШЛ                      | 2         | 0         | КУ           | —            | —            | ЛЧ                   | 7                    | 1                    | —             | —             | —             | 9      | 1      |
| Усього за «Ференцварош» | Усього за «Ференцварош» | Усього за «Ференцварош» | 71        | 7         |              | 4            | 1            |                      | 31                   | 4                    |               | 0             | 0             | 106    | 12     |
| 2021-2022               | «Легія»                 | ЕК                      | 11        | 1         | КП           | 1            | 0            | ЛЄ                   | 4                    | 0                    | —             | —             | —             | 16     | 1      |
| 2022-2023               | «Легія»                 | ЕК                      | 9         | 0         | КП           | —            | —            | —                    | —                    | —                    | —             | —             | —             | 9      | 0      |
| Усього за «Легію»       | Усього за «Легію»       | Усього за «Легію»       | 20        | 1         |              | 1            | 0            |                      | 4                    | 0                    |               | 0             | 0             | 25     | 1      |
| 2023-2024               | «ДАК 1904»              | ФЛ                      | 7         | 0         | КС           | —            | —            | —                    | —                    | —                    | —             | —             | —             | 7      | 0      |
| Усього за «ДАК 1904»    | Усього за «ДАК 1904»    | Усього за «ДАК 1904»    | 7         | 0         |              | 0            | 0            |                      | 0                    | 0                    |               | 0             | 0             | 7      | 0      |
| 2024-2025               | «Колос»                 | ПЛ                      | 3         | 0         | КУ           | —            | —            | —                    | —                    | —                    | —             | —             | —             | 3      | 0      |
| Усього за кар'єру       | Усього за кар'єру       | Усього за кар'єру       | 174       | 15        |              | 8            | 2            |                      | 49                   | 5                    |               | -             | -             | 231    | 22     |

### Матчі за збірну
Станом на 14 листопада 2020 року
| Дата       | Місто   | Господарі | Результат | Гості   | Турнір                               | Голи | Примітки |
| ---------- | ------- | --------- | --------- | ------- | ------------------------------------ | ---- | -------- |
| 06-09-2020 | Мадрид  | Іспанія   | 4 – 0     | Україна | Ліга націй УЄФА 2020-2021 - 1-й етап | -    | 63'      |
| 07-10-2020 | Париж   | Франція   | 7 – 1     | Україна | товариський матч                     | -    |          |
| 11-11-2020 | Хожув   | Польща    | 2 – 0     | Україна | товариський матч                     | -    | 56'      |
| 14-11-2020 | Лейпциг | Німеччина | 3 – 1     | Україна | Ліга націй УЄФА 2020-2021 - 1-й етап | -    | 86'      |
| Усього     |         | Матчів    | 4         |         | Голів                                | 0    |          |

## Титули і досягнення
- Чемпіон Угорщини (3):

«Ференцварош»:  2018–19, 2019–20, 2020–21
- Володар Кубку Польщі (1):

«Легія»: 2022–23